# 首創鉅大
首創鉅大有限公司，簡稱首創鉅大，（英語：Beijing Capital Juda Limited，港交所：1329），前稱為鉅大國際控股有限公司，於2015年3月26日正式更名。 
現任公司董事會主席為唐軍先生，行政總裁為鍾北辰先生。於2015年1月中旬完成之新上市申請的反收購成功後，意味著首創鉅大之主要業務已由生產化學品業務轉移至物業發展。公司之業務在中國內地經營从事制造及销售苯酐，以及其主要副产品富马酸，轉為集中於發展奧特萊斯綜合物業項目及商用物業項目，並轉型為地產股。 2015年3月正式更名為首創鉅大有限公司，是北京國資委於香港的紅籌平台。母公司首創置業股份有限公司（Beijing Capital Land Ltd，港交所：2868），為香港交易所主板上市的H股國企，是北京國資委於香港的地產板塊窗口。
而股份在2012年4月2日於香港交易所主板上市。而收盤報為1.53港元，較招股價（價格為1.1港元，發行股份為50,000,000股，集資額為75,000,000港元）漲幅為39.09%。
2013年11月12日，本港上市公司首創置業及母公司首創集團計劃以3.51億港元，每股2.66港元，收購該公司66%股權，未來縮減或出售現有業務，同時把優質從事房地產業務開發及投資注入該企業。其後在2013年12月21日進行改組。

## 連結
- 首創鉅大 （页面存档备份，存于）